# Стара железничка колонија
Стара железничка колонија је градско насеље Ниша. Налази се у градској општини Палилула. Западно се налази насеље Старо Гробље, јужно је Кованлук, источно и северозападно Палилула. Недалеко се налази Палилулска пијаца. 
Насеље Расданик се „наслања“ на ово насеље тако да јасна граница између насеља Стара железничка колонија и Расадник скоро да не постоји. Оба насеља су недавно (2008—2013. г.) реновирана тако што је на зградама вршена надоградња уведено централно грејање и потпуно реновирање зграда. Током реновирања уређене су улице травњаци и паркићи тако да је насеље добило модеран изглед.

## Настанак имена
Име Стара железничка колонија насеље је добило по томе што су ту пре више од 50 година изграђене зграде за становање радника на железници. Зграде су биле на 2-3 спрата без: централног грејања, водоводне и канализационе мреже, са нужницима удаљеним од 
зграда двадесетак метара. Касније је доведена вода и канализација тако да су станови преуређивани да би се направиле кухињеи купатила.
Поред тадашњег насеља су били расади ("Расадник") за воће и поврће где је нешто касније подигнуто насеље Расадник. 